# Voglibose
Le voglibose (nom commercial : Voglib, commercialisé par Mascot Health Series) est un inhibiteur de l'alpha-glucosidase utilisé pour abaisser la glycémie postprandiale chez les personnes atteintes de diabète sucré . Le voglibose retarde l'absorption du glucose, réduisant ainsi le risque de complications macrovasculaires. Voglibose est un produit de recherche de Takeda Pharmaceutical Company, la plus grande société pharmaceutique du Japon. Voglibose a été lancé en 1994, sous le nom commercial BASEN, pour améliorer l'hyperglycémie postprandiale dans le diabète sucré .
L' hyperglycémie postprandiale (HPP) est principalement due à la première phase de sécrétion d'insuline. Les inhibiteurs de l'alpha glucosidase retardent l'absorption du glucose au niveau intestinal et empêchent ainsi une augmentation soudaine du glucose après un repas.
Il existe trois médicaments qui appartiennent à cette classe, l'acarbose, le miglitol et le voglibose, ce dernier est le plus récent.